# Belisario Prats
Belisario Matías Prats Pérez (24 februari 1827 - Santiago 14 september 1897) was een Chileens politicus.
Zijn voorouders kwamen uit Catalonië. Hij studeerde rechten aan het Nationaal Instituut en vestigde zich in 1854 als advocaat. Hij maakte carrière binnen de rechterlijke macht en was o.a. rechter en voorzitter van het gerechtshof. Later was hij lid van het hooggerechtshof waarvan hij in 1885 voorzitter was.  
Hij was lid van de Partido Liberal en werd in 1870 in de Kamer van Afgevaardigden gekozen. Hij verruilde de Kamer van Afgevaardigden in 1876 voor de Senaat. Hij diende onder president Aníbal Pinto Garmendia als minister van Oorlog en Marine (1876-1877) en minister van Binnenlandse Zaken (1878-1879). In deze laatste functie ondertekende hij de oorlogsverklaring aan Peru en Bolivia waarna de Salpeteroorlog uitbrak. In 1890 was hij enige maanden minister van Binnenlandse Zaken onder president José Manuel Balmaceda.
Belisario Prats overleed in 1897. Uit zijn huwelijk met Josefina Bello Dunn kwamen veertien kinderen voort.